# 9151 Kettnergriswold
9151 Kettnergriswold è un asteroide della fascia principale. Scoperto nel 1979, presenta un'orbita caratterizzata da un semiasse maggiore pari a 2,4325280 au e da un'eccentricità di 0,1243660, inclinata di 3,74679° rispetto all'eclittica.